# Coupe des champions de la CONCACAF 1984
Navigation
Édition précédente Édition suivante
La Coupe des champions de la CONCACAF 1984 était la vingtième édition de cette compétition.
Elle a été remportée par le Violette Athletic Club après la disqualification du Chivas de Guadalajara et du NY Pancyprian-Freedoms.

## Participants
Un total de 21 équipes provenant d'un maximum de 14 nations pouvaient participer au tournoi. Elles appartenaient aux zones Amérique du Nord, Amérique Centrale et Caraïbes de la CONCACAF.
Le tableau des clubs qualifiés était le suivant :
| Nation                                    | Club                      | Raison de qualification                          |
| Zone Amérique du Nord / Amérique Centrale |                           |                                                  |
| Troisième tour                            |                           |                                                  |
| Honduras                                  | CD Vida                   | Champion du Honduras 1983.                       |
| Deuxième tour                             |                           |                                                  |
| Mexique                                   | Chivas de Guadalajara     | Second du championnat du Mexique 1982-83.        |
| Salvador                                  | CD Águila                 | Champion du Salvador 1983.                       |
| Premier tour                              |                           |                                                  |
| Guatemala                                 | Deportivo Suchitepéquez   | Champion du Guatemala 1983.                      |
| Guatemala                                 | CSD Comunicaciones        | Second du championnat du Guatemala 1983.         |
| Mexique                                   | CF Puebla                 | Champion du Mexique 1982-83.                     |
| Salvador                                  | Club Deportivo FAS        | Second du championnat du Salvador 1983.          |
| Honduras                                  | Pumas UNAH                | Second du championnat du Honduras 1983.          |
| Costa Rica                                | AD Sagrada Familia        | Méthode de qualification inconnue.               |
| États-Unis                                | NY Pancyprian-Freedoms    | Vainqueur de la National Challenge Cup 1983.     |
| Bermudes                                  | Hotels International      | Méthode de qualification inconnue.               |
| Zone Caraïbes                             |                           |                                                  |
| Tours d'entrée non connus                 |                           |                                                  |
| Antilles néerlandaises                    | Sport Unie Brion Trappers | Champion des Antilles néerlandaises 1983         |
| Antilles néerlandaises                    | SV Victory Boys           | Vice-champion des Antilles néerlandaises 1983    |
| Trinité-et-Tobago                         | Defence Force             | Champion de Trinité-et-Tobago 1984.              |
| Trinité-et-Tobago                         | ASL Sports                | Second du championnat de Trinité-et-Tobago 1984. |
| Guadeloupe                                | Cygne Noir                | Champion de Guadeloupe 1982-83.                  |
| Guadeloupe                                | CS Moulien                | Second du championnat de Guadeloupe 1982-83.     |
| Haïti                                     | Violette AC               | Champion d'Haïti 1983.                           |
| Haïti                                     | Aigle Noir AC             | Second du championnat d'Haïti 1983.              |
| Martinique                                | RC Rivière-Pilote         | Champion de la Martinique 1983.                  |
| Porto Rico                                | Guayama Cruz Azul         | Méthode de qualification inconnue.               |
| Îles Caïmans                              | St. George's              | Champion des Îles Caïmans 1983.                  |

## Calendrier
| Tour                          | Nom                    | Date aller           | Date retour          | Équipes participantes | Équipes restantes |
| Phase de qualification (1984) |                        |                      |                      |                       |                   |
| 1                             | Phase de qualification | 15 mars - 31 octobre | 15 mars - 31 octobre | 21                    | 21 à 2            |
| Phase finale (1985)           |                        |                      |                      |                       |                   |
| 1                             | Finale                 | Non joué             | Non joué             | 2                     | 2 à 1             |

## Compétition

### Phase de qualification

#### ZoneAmérique du Nord/Amérique Centrale

##### Premier tour
| Date                | Pays | Club                   | Aller   | Retour  | Club                    | Pays | Commentaire                    |
| 15 mars / 1er avril |      | Sagrada Familia        | 0-0     | 0-0     | Deportivo Suchitepéquez |      | Tirs au but : 5-3              |
| 21 mars / 25 avril  |      | Pumas UNAH             | 0-0     | 1-2     | CF Puebla               |      |                                |
| 25 mars / 1er avril |      | CSD Comunicaciones     | 1-1     | 2-0     | Club Deportivo FAS      |      |                                |
| 6 / 28 avril        |      | NY Pancyprian-Freedoms | Forfait | Forfait | Hotels International    |      | Forfait avant le premier match |

##### Deuxième tour
| Date         | Pays | Club                   | Aller   | Retour  | Club                  | Pays | Commentaire                               |
| 8 / 25 avril |      | CD Águila              | 2-4     | 0-3     | Chivas de Guadalajara |      |                                           |
| 1er juin     |      | CSD Comunicaciones     | Forfait | Forfait | Sagrada Familia       |      | Forfait avant le premier match            |
| 17 / 19 juin |      | NY Pancyprian-Freedoms | 0-0     | 2-2     | CF Puebla             |      | Matchs joués à New York Tirs au but : 4-2 |

##### Troisième tour
| Date               | Pays | Club                   | Aller | Retour | Club                  | Pays | Commentaire |
| 29 sept. / 2 oct.  |      | NY Pancyprian-Freedoms | 1-1   | 2-1    | CD Vida               |      |             |
| 30 sept. / 31 oct. |      | CSD Comunicaciones     | 0-0   | 1-4    | Chivas de Guadalajara |      |             |

##### Quatrième tour
Les deux équipes n'ayant pas réussi à tomber d'accord sur les dates pour la confrontation, elles ont été disqualifées pour la suite de la compétition par la CONCACAF.
| Date      | Pays | Club                   | Aller | Retour | Club                  | Pays | Commentaire |
| Non joués |      | NY Pancyprian-Freedoms | -     | -      | Chivas de Guadalajara |      |             |

#### ZoneCaraïbes
Il y a très peu d'information sur les qualifications de la zone, on sait juste que le Violette AC a été le représentant de la zone caraïbes lors de la phase finale. Les matchs présentés ci-dessous sont les seuls dont on connaît les résultats.

##### Premier tour
| Date               | Pays | Club                      | Aller | Retour | Club            | Pays | Commentaire                            |
| 22 mars / 15 avril |      | Aigle Noir AC             | 0-0   | 0-1    | SV Victory Boys |      |                                        |
| 1er avril / 9 mai  |      | Sport Unie Brion Trappers | 0-0   | 1-1    | Cygne Noir      |      | Les deux équipes ont été disqualifiées |

##### Deuxième tour
| Date              | Pays | Club        | Aller | Retour | Club            | Pays | Commentaire          |
| 13 / 16 septembre |      | Violette AC | 3-0   | 3-0    | SV Victory Boys |      | Matchs joués à Haïti |

##### Troisième tour
| Date             | Pays | Club       | Aller         | Retour | Club        | Pays | Commentaire |
| 1er / 21 octobre |      | ASL Sports | Score inconnu | 2-2    | Violette AC |      |             |

### Phase Finale

#### Finale
|  | Violette AC | Non joué | Disqualification NY Pancyprian-Freedoms Chivas de Guadalajara |  |  |
|  |             |          |                                                               |  |  |

| Champion de la CONCACAF 1984         |
| ------------------------------------ |
| Drapeau d'Haïti                      |
| Violette Athletic Club Premier Titre |